# Halil Kaya

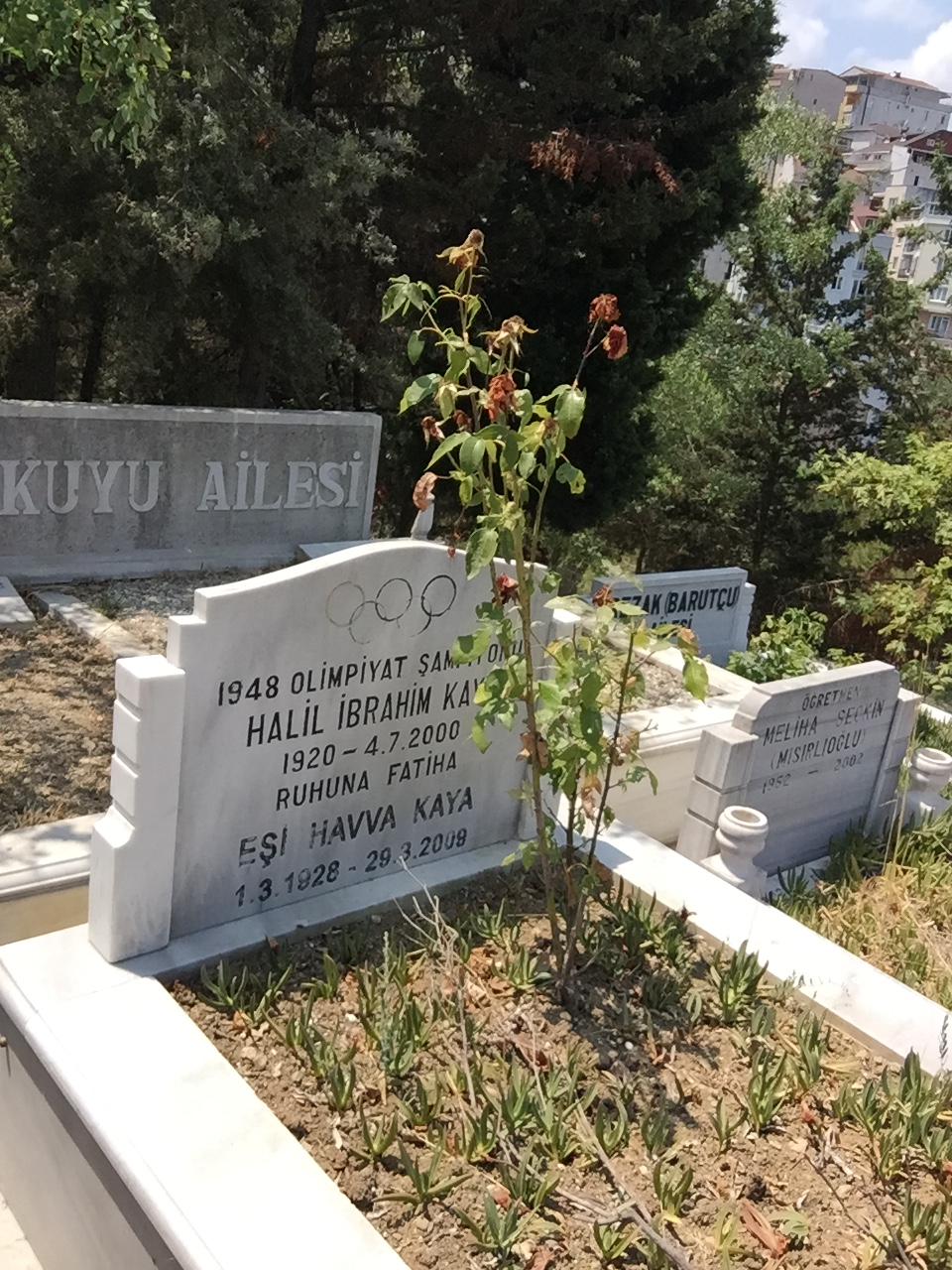
Grab von Halil Kaya

Halil Kaya (* 1920 in Derepazarı; † 4. Juli 2000) war ein türkischer Ringer.

## Biografie
Halil Kaya gewann bei den Olympischen Sommerspielen 1948 in London die Bronzemedaille im Bantamgewicht des Griechisch-römischen Stils. Bei den Weltmeisterschaften 1950 gewann er in der gleichen Klasse Silber.